# Gardez-le pour vous
Pour plus de détails, voir Fiche technique et Distribution.
Gardez-le pour vous (Basta che non si sappia in giro) est une comédie à l'italienne en trois sketches sortie en 1976.
Le film a eu un confortable succès en salles,.

## Synopsis
Macchina d'amore
Antonio Bormioli, scénariste de son état, se rend dans un magasin pour faire dactylographier son nouveau scénario pour un film érotique intitulé Macchina d'amore. La dactylo chargée de la transcrire, d'abord réticente, s'identifie progressivement avec la protagoniste de l'histoire, ce qui l'excite sexuellement. À la fin de la transcription, le scénariste et la dactylo se drague mutuellement. Mais lorsqu'il apprend que la femme a une situation familiale difficile, le scénariste décide de renoncer à l'aventure. La femme rentre chez elle déçue.
Il superiore
Enzo Lucarelli, un geôlier, est pris en otage lors d'une émeute en prison. Les détenus menacent même de le sodomiser s'ils ne reçoivent pas la visite du ministre de la Justice. La femme du geôlier arrive le lendemain avec ses deux enfants, qui s'offrent pour un échange d'otages (mais cette offre est catégoriquement refusée par le directeur de la prison et le curé). Plus tard arrive un sous-secrétaire du ministre qui, au moyen d'un mégaphone, prononce un discours politicien incompréhensible, mais qui permet la fin de la révolte et la libération de Lucarelli. Cependant, personne ne croit qu'il n'a pas subi les violences sexuelles, même s'il essaie de rassurer sa famille sur la question.
L'equivoco
Paolo Gallizzi, comptable célibataire passionné de mannequinat, est troublé par la vue d'un voisin habitué à pratiquer le naturisme chez lui. Il décide de réserver une call-girl par téléphone. Mais entre-temps arrive Lia, une employée très timide et maladroite, embauchée par son directeur pour recueillir les acomptes d'une encyclopédie ; le comptable croit qu'il s'agit de la call-girl et donc des malentendus surviennent. Cependant, ils finissent par faire les préliminaires. Mais lorsque le collègue de Lia arrive dans la voiture de fonction, la femme décide de partir. C'est alors que la vraie call-girl se présente à la porte.

## Fiche technique
Sauf indication contraire, les informations mentionnées dans cette section peuvent être confirmées par la base de données cinématographiques IMDb,  présente dans la section « Liens externes ».
- Titre français : Gardez-le pour vous
- Titre original italien : Basta che non si sappia in giro[3]
- Réalisation : Nanni Loy (Macchina d'amore), Luigi Magni (Il superiore), Luigi Comencini (L'equivoco)
- Scénario : Age-Scarpelli (Macchina d'amore/Il superiore), Luigi Magni (Il superiore), Castellano et Pipolo (L'equivoco)
- Photographie : Luigi Kuveiller (Macchina d'amore), Claudio Ragona (Il superiore), Giuseppe Ruzzolini (L'equivoco)
- Montage : Franco Fraticelli (Macchina d'amore), Ruggero Mastroianni (Il superiore), Nino Baragli (L'equivoco)
- Musique : Armando Trovajoli
- Décors : Luciano Spadoni (Macchina d'amore/L'equivoco), Lucia Mirisola (Il superiore)
- Maquillage : Giancarlo Del Brocco (Macchina d'amore), Giulio Natalucci (Il superiore), Otello Sisi (L'equivoco)
- Production : Renato Jaboni
- Sociétés de production : Medusa Distribuzione
- Pays de production :  Italie
- Langues originales : italien
- Format : Couleur - Son mono - 35 mm
- Genre : Comédie à l'italienne
- Durée : 100 minutes (1 h 40[3])
- Dates de sortie : 
  - Italie : 26 novembre 1976
- Classification :
  - Italie : Interdit aux moins de 14 ans[3]
- Affiche : Macario Gómez Quibus (Espagne)

## Distribution
Macchina d'amore
- Monica Vitti : Armanda, la dactylo
- Johnny Dorelli : Antonio Bormioli, le scénariste
- Grazia Di Marzà : La propriétaire du magasin de photocopies
- Renzo Marignano : Une cliente du magasin de photocopies
- Monica Fiorentini : Une dactylo
- Franco Caracciolo

Il superiore
- Nino Manfredi : Enzo Lucarelli, le geôlier
- Lino Banfi : Le directeur de la prison
- Isa Danieli : Ersilia, l'épouse d'Enzo Lucarelli
- Vittorio Mezzogiorno : Un détenu, surnommé « Lupo »
- Marzio Honorato : Le médiateur des prisonniers
- Emilio Delle Piane : Le capitaine des carabinieri
- Luca Sportelli : Barbagliati, l'homme politique
- Nando Marineo : Le gardien-chef de la prison
- Bruno Rosa : L'aumônier de la prison
- Francesco Anniballi : Le prisonnier qui menace Enzo

L'equivoco
- Monica Vitti : Lia, la timide représentante
- Nino Manfredi : Paolo Gallizzi, le comptable célibataire
- Mauro Vestri : Le collègue de Lia
- Giovanni Febraro : Le gérant du cabinet de représentation
- Ada Pometti : La call-girl

## Production
Selon un témoignage de Lino Banfi, Luigi Magni l'a choisi dans le rôle du directeur de la prison après l'avoir vu interpréter le même rôle dans le film Détenu en attente de jugement réalisé par Nanni Loy. Toujours selon Banfi, les extérieurs du deuxième épisode ont été tournés dans la ville de Ceri, une frazione de Cerveteri.